# Quévreville-la-Poterie
Quévreville-la-Poterie är en kommun i departementet Seine-Maritime i regionen Normandie i norra Frankrike. Kommunen ligger i kantonen Boos som tillhör arrondissementet Rouen. År 2022 hade Quévreville-la-Poterie 1 036 invånare.

## Befolkningsutveckling
Antalet invånare i kommunen Quévreville-la-Poterie
| Referens: INSEE |